# Don Carlos (baloncestista)
Don A. Carlos (Columbus, Ohio; 3 de marzo de 1944) es un exjugador de baloncesto estadounidense que jugó una temporada en la ABA, mientras que el resto de su carrera transcurrió en la EPBL. Con 1,96 metros, jugaba en la posición de escolta. 

## Trayectoria deportiva

### Universidad
Jugó cuatro temporadas en la Universidad Otterbein de la División III de la NCAA. Cuatro veces All-American y cuatro veces en el mejor quuinteto de la conferencia, es el único jugador en ser elegido MVP de la Ohio Athletic Conference tres años consecutivos, ganar el título de máximo anotador de la conferencia cuatro años consecutivos y anotar 2000 puntos en una carrera. Al graduarse, copó 10 de los 11 récords de la OAC en toda su carrera y, hoy en día, sus 2.543 puntos totales lo ubican tercero en la historia de la conferencia.

### Profesional
Fue elegido en la octogésimo tercera posición del Draft de la NBA de 1967 por Los Angeles Lakers, pero acabó fichando por los Hartford Capitols de la EPBL, donde jugó una temporada en la que promedió 23,8 puntos y 10,3 rebotes por partido,
La temporada siguiente fichó por los Houston Mavericks de la ABA, donde jugó una temportada, en la que acabó promediando 11,2 puntos, 5,0 rebotes y 2,8 asistencias por partido. Tras esa temporada regresó a los Hartford Capitols, donde disputó cuatro temporadas más antes de retirarse.

## Estadísticas de su carrera en la ABA

### Temporada regular
| Año     | Equipo  | PJ | PT | MPP  | %TC  | %3P  | %TL  | RPP | APP | ROB | TPP | PPP  |
| ------- | ------- | -- | -- | ---- | ---- | ---- | ---- | --- | --- | --- | --- | ---- |
| 1968-69 | Houston | 56 | -  | 27.3 | .410 | .000 | .756 | 5.0 | 2.8 | -   | -   | 11.2 |
| Total   | Total   | 56 | -  | 27.3 | .410 | .000 | .756 | 5.0 | 2.8 | -   | -   | 11.2 |